# Битва при Чакабуко
Битва при Чакабуко (ісп. Batalla de Chacabuco) — битва протягом Чилійської війни за незалежність, що відбулася 12 лютого 1817 року. В результаті битви зазнав поразки уряд генерал-капітанства Чилі, іспанської колоніальної адміністрації, підпорядкованої віцекоролівству Перу.